# Oru (Landgemeinde)
Oru (deutsch: Orrenhof) ist eine ehemalige Landgemeinde im estnischen Kreis Lääne mit einer Fläche von 197,8 km². Seit 2013 gehört sie zur Landgemeinde Lääne-Nigula. Sie hatte 932 Einwohner (Stand: 1. Januar 2008).
Oru lag an der Bucht von Haapsalu. Neben dem Verwaltungssitz Linnamäe (150 Einwohner) gehörten zur Landgemeinde die Dörfer Auaste, Ingküla, Jalukse, Keedika, Kärbla, Niibi, Oru, Mõisaküla, Salajõe, Saunja, Seljaküla, Soolu, Uugla und Vedra.